# Emil August von Dungern

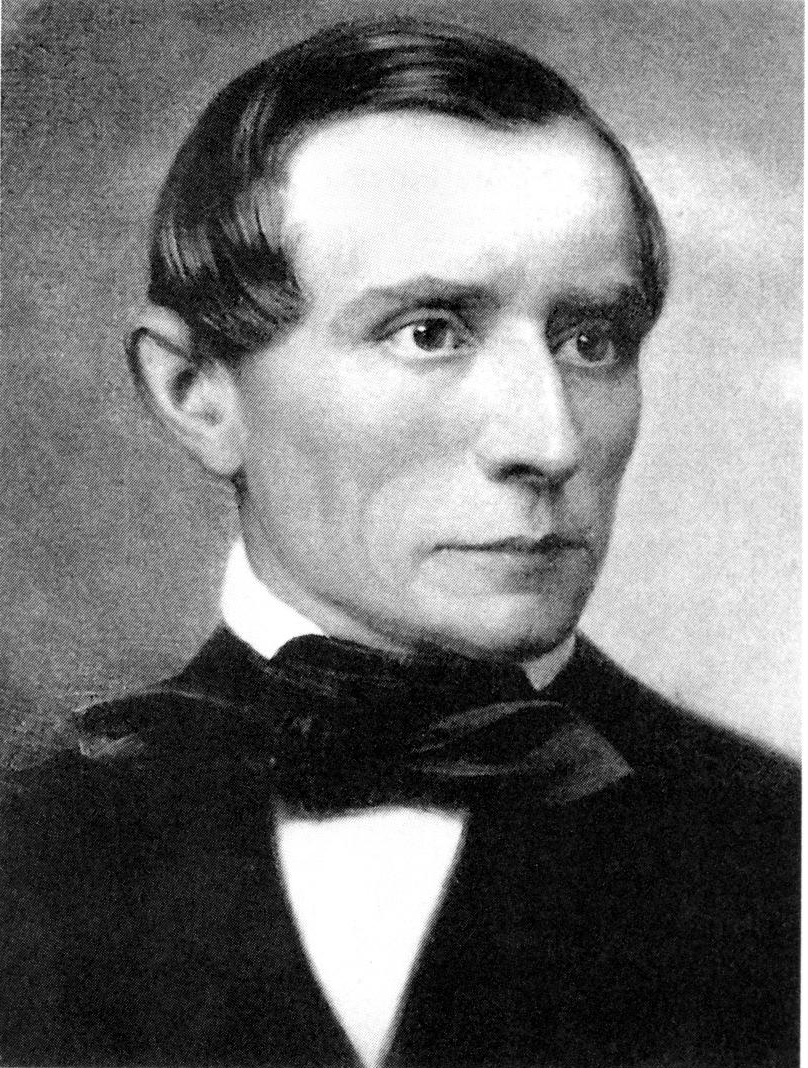
Emil Frhr. v. Dungern

Emil August Victor Freiherr von Dungern (* 29. Oktober 1802 in Weilburg; † 3. August 1862 in Frankfurt am Main) war ein deutscher Politiker im Herzogtum Nassau.

## Leben
Er war der Sohn des aus dem pfälzischen Bad Bergzabern stammenden, Geheimen Regierungsrates, Oberstallmeisters und Landtagsabgeordneten Friedrich Heinrich von Dungern (1765–1858) und dessen Frau Wilhelmine Louise geb. Lesch von Mühlheim.
Dungern besuchte das Gymnasium Philippinum Weilburg. Nach dem Abitur studierte er an der Ruprecht-Karls-Universität Heidelberg und der Georg-August-Universität Göttingen Rechtswissenschaft. In Heidelberg wurde er 1820 Mitglied der Corpslandsmannschaft Rhenania III, in der er sich als Senior auszeichnete. Dungern trat 1824 in den Staatsdienst des Herzogtums Nassau und ließ sich in Wiesbaden nieder. Enge familiäre Beziehungen zu führenden Beamten und Offizieren begünstigten seine Karriere. 1829 heiratete er Charlotte Friederike Freiin Marschall von Bieberstein (1810–1832), Tochter des nassauischen Staatsministers Ernst Marschall von Bieberstein. Aus dieser Ehe ging die Tochter Henriette Luise Dorothea Auguste von Dungern (1832–1856), die Ehefrau des hessischen Diplomaten Wilhelm von Leonhardi hervor. Verschwägert war Emil von Dungern mit August von Kruse, Friedrich Heinrich von Preen und Joseph von Syberg zu Sümmern. 1832 wurde Dungern Ministerialrat. Adolph (Luxemburg) ehrte ihn 1833 mit dem Titel eines Herzoglich Nassauischen Kammerherrn. Nach dem Tod seiner ersten Frau heiratete er 1834 deren Schwester Dorette Freiin Marschall von Bieberstein (1808–1888). Aus erster Ehe hatte Dungern neben der Tochter Auguste den Sohn Otto (1831–1911), aus zweiter Ehe die Söhne Hermann (1836–1880), Max (1838–1894) und Friedrich (1839–1912) und die mit George John Malcolm verheiratete Tochter Ottonie (1841–1866). Sohn von Max war der Rechtshistoriker Otto von Dungern, Sohn von Friedrich der Jagdschriftsteller Otto von Dungern-Oberau.
Im Jahr 1840 wurde für Dungern die Stelle des Direktors der Ministerialkanzlei neu geschaffen. In diesem Amt war er Stellvertreter des Staatsministers Carl Wilderich von Walderdorff. 1842 wurde er zum Wirklichen Geheimen Rat ernannt. Ab dem 3. Dezember 1843 war er der letzte Staatsminister des Vormärz im Herzogtum Nassau. Im Gegensatz zur Politik seiner Vorgänger von Walderdorff und Friedrich Anton Georg Karl von Bock und Hermsdorf stand von Dungern den Gedanken des Liberalismus offener gegenüber. In seine Amtszeit fällt die Erhebung der Schulen zu Hadamar und Wiesbaden zu vollwertigen Gymnasien. In der Bildungspolitik kam es zu Konflikten zwischen dem Herzogtum Nassau und dem 1842 in das Amt eingeführten katholischen Limburger Bischof Peter Joseph Blum. Infolgedessen kam es 1844 zur Wiedereinführung des konfessionellen Religionsunterrichts. Die Gründung eines katholischen Lehrerseminars wurde jedoch von der Regierung verhindert. In der Militärpolitik kam es in seiner Amtszeit zu Veränderungen. So wurde die Ausbildungszeit der Soldaten verlängert und die berufs- und standesbedingten Befreiungen vom Militärdienst abgeschafft. Weitere Reformen wie die Übertragung der Landespolizei von dem Reservebataillon auf ein spezielles Landjägerkorps wurden vorbereitet, kamen aber aufgrund der Märzrevolution nicht mehr zur Umsetzung. Dieses traf auch auf die geplante Trennung der Verwaltung und Justiz sowie die Einführung mündlicher Verfahren zu. Die geplanten Reformen im Bereich des Bürgerlichen Rechts konnte Dungern nicht gegen die Landstände des Herzogtums Nassau durchsetzten. Sie wurden erst nach der Märzrevolution vom neuen Landtag verabschiedet. Mit der Herrenbank der Landstände widersetzte sich die Regierung um Dungern der von der Deputiertenkammer geforderten Direktwahl der Schultheissen.

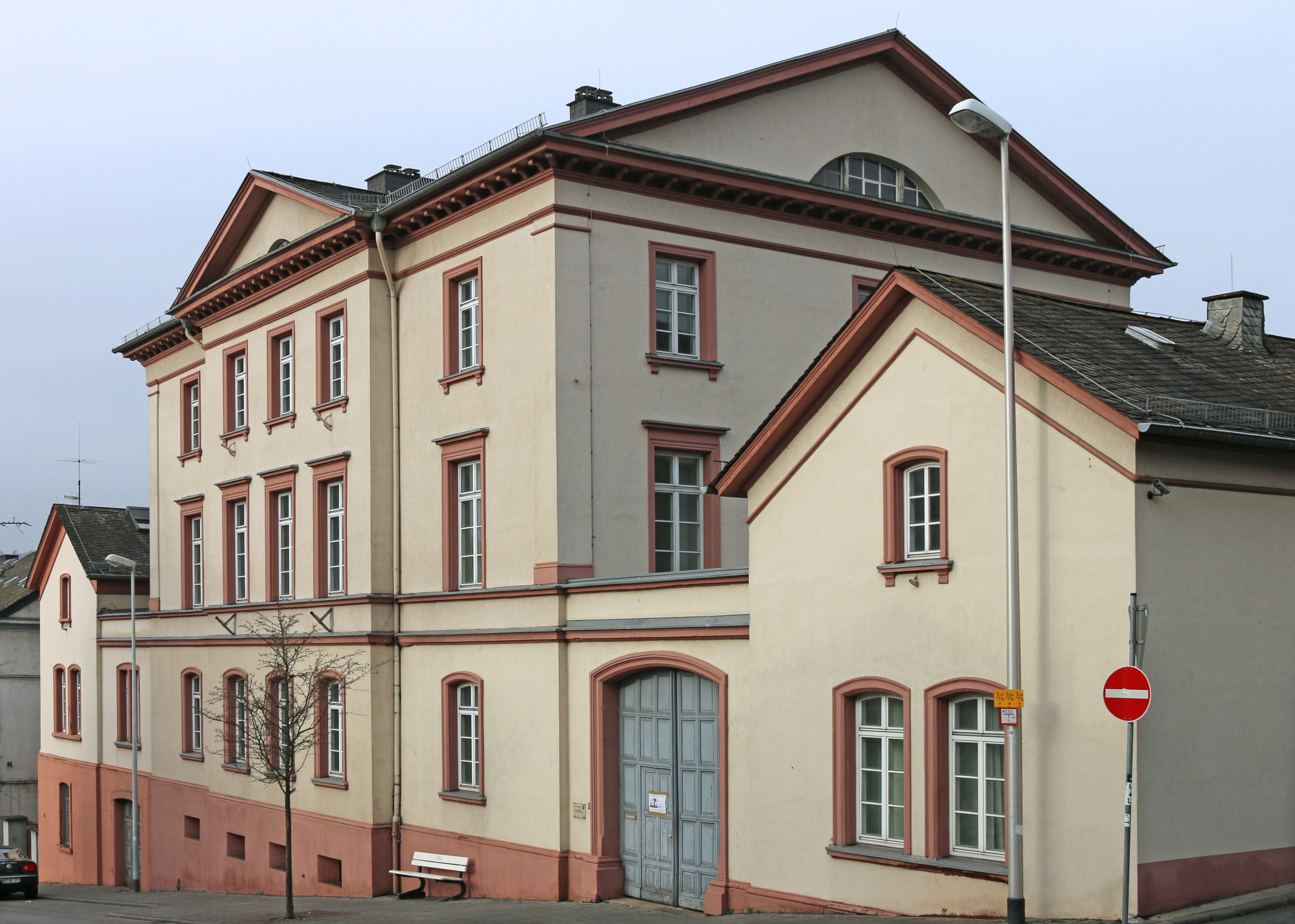
Das „Palais von Dungern“ in Weilburg, von Dungerns Wohnsitz 1848–1852

Bereits ab 1846 spitzte sich die Konfrontation der konservativen und liberalen Lager zu. Schlechte Ernten in den 1840er Jahren führten zu zunehmender Kritik an der Regierung. Seine Amtszeit als Regierungschef endete infolge mit der Deutschen Revolution 1848/1849. Zunächst konnte Dungern sich noch im Amt halten, musste jedoch die Neun Forderungen der Nassauer genehmigen und ihre Umsetzung einleiten. Im April 1848 wurde er nach seinem mehrfachen Ersuchen entlassen und die Märzregierung von August Hergenhahn kam für wenige Monate ins Amt. Dungern verlegte seinen Wohnsitz nach Weilburg in das Haus seines Vaters.
Nach der Niederschlagung der Revolution war von Dungern 1850 Mitglied des Staatenhauses des Erfurter Unionsparlaments und ab 1851 Nassaus Gesandter beim Bundestag (Deutscher Bund). Im Bundestag galt Dungern als konservativer, Österreich zugeneigter Politiker. Er erhielt zahlreiche Orden. Als er mit 59 Jahren gestorben war, wurde er auf dem Alten Friedhof in Wiesbaden beigesetzt.

## Ehrungen

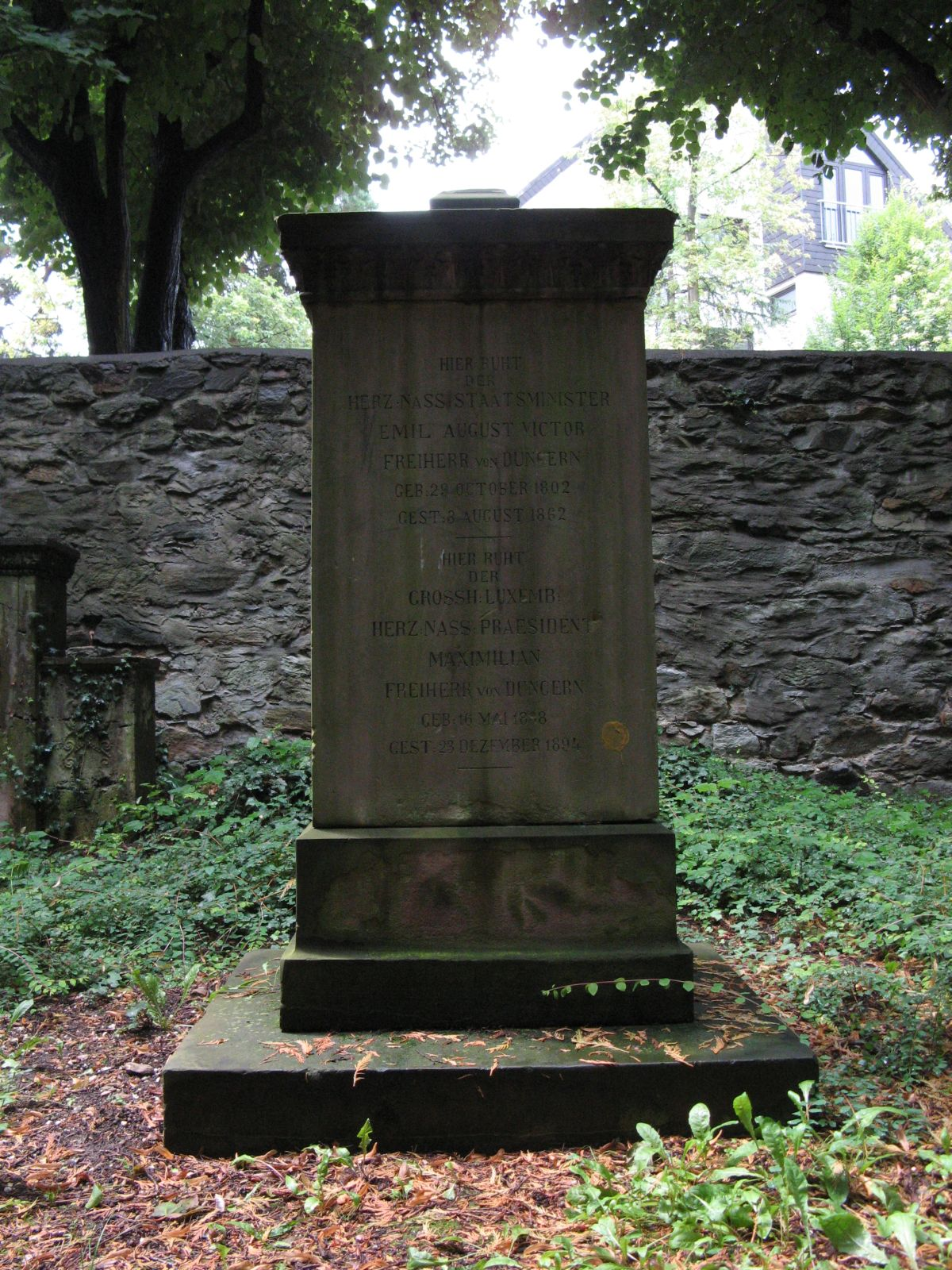
Grabstätte der Familie von Dungern in Wiesbaden

- Militär- und Zivildienst-Orden Adolphs von Nassau, Großkreuz
- Russischer Orden der Heiligen Anna, Ritter 1. Klasse
- Orden vom Niederländischen Löwen
- Orden des heiligen Jakob vom Schwert
- Verdienstorden Philipps des Großmütigen
- Orden Heinrichs des Löwen